# Uso
Pour les articles homonymes, voir USO.
Le fleuve Uso est un cours d'eau, long de 48 km, à caractère torrentiel qui s’étend en Romagne, principalement dans la province de Forlì-Cesena en Italie. 

## Géographie
Son bassin est situé entre ceux du fleuve Rubicon et Marecchia. Son cours se situe principalement en territoire romagnol, entre montagne et colline, et son lit traverse des terrains argileux et arénifères. Le restant, 30 %, traverse colline et plaine jusqu'à la mer Adriatique. Le comportement du fleuve est irrégulier et très influencé par les pluies saisonnières. Il n'est pas rare qu’en certaines périodes de l'année le fleuve soit à sec. 
Les communes comprises dans le bassin hydrographique sont : Borghi, Mercato Saraceno, San Mauro Pascoli, Savignano sul Rubicone, Sogliano al Rubicone pour la province de Forlì-Cesena. Bellaria, Poggio Berni, Rimini, Santarcangelo di Romagna, Torriana, pour la province de Rimini, Novafeltria pour la province de Pesaro et Urbino.
Le fleuve naît de deux branches des Apennins : le Fosso di Camara qui naît à Perticara (883 m) et l'Uso di Tornano qui naît à Savignano di Rigo (581 m), ils s'unissent près du village de Pietra dell'Uso qui en prend le nom. 
L'affluent principal est le Rio Salso, un torrent qui assume la fonction d’égout pour les eaux usées de la commune de Savignano al Rubicone.

## Histoire
Des historiens identifient le fleuve Uso à l’ancien Rubicon, mais plusieurs autres fleuves revendiquent ce titre, comme le torrent Pisciatello.

## Sources
- (it) traduit de l'italien : Uso (fiume)